# Henry Howard (11e comte de Suffolk)
Pour les articles homonymes, voir Henry Howard et Howard.
Henry Bowes Howard, 11e comte de Suffolk, 4e comte de Berkshire (1686 - 21 mars 1757) est un pair anglais.

## Biographie
Il est le fils de Craven Howard et Mary Bowes. Il épouse sa cousine Catherine Graham, fille du colonel James Grahme, et Dorothy Howard (Dorothy et Craven sont deux frères et sœurs, enfants de William Howard, fils de Thomas Howard (1er comte de Berkshire)) le 5 mars 1708/9. Ils ont neuf enfants :
- Diana Howard (13 janvier 1709/10 - janvier 1712/13)
- Henry Howard, vicomte Andover (31 décembre 1710 - 1717)
- James Howard (mort jeune)
- William Howard (vicomte Andover) (1714-1756)
- Catherine Howard (née en 1716, morte jeune)
- Charles Howard (1719 - 28 septembre 1773)
- Thomas Howard (14e comte de Suffolk) (1721-1783)
- Graham Howard (1723-1737)
- Frances Howard (née le 17 juin 1725, morte jeune)

Le 12 avril 1706, il succède à son grand-oncle, Thomas Howard (3e comte de Berkshire), comme Comte de Berkshire. Après la mort de Henry Howard (6e comte de Suffolk) en 1718, il est nommé comte-maréchal, poste qu'il occupe jusqu'en 1725. En 1745, il succède à un cousin éloigné comme Comte de Suffolk et devient Recorder de Lichfield en 1755. Son fils William ayant été tué dans un accident l'année précédente, il est remplacé à sa mort en 1757 par son petit-fils Henry.